# Peptid-N4-(N-acetil-beta-glukozaminil)asparaginska amidaza
Peptid-N4-(-acetil-beta-glukozaminil)asparaginska amidaza (EC 3.5.1.52, glikopeptidna N-glikozidaza, glikopeptidaza, N-oligosaharidna glikopeptidaza, N-glikanaza, Džek-bin glikopeptidaza, PNGaza A, PNGaza F) je enzim sa sistematskim imenom N-vezani-glikopeptid-(N-acetil-beta--glukozaminil)-L-asparagin amidohidrolaza. Ovaj enzim katalizuje sledeću hemijsku reakciju
hidroliza N4-(acetil-beta--glukozaminil)asparaginskog ostatka u kome glukozaminski ostatak može dalje da bude glikozilisan, čime se formira (supstituisani) N-acetil-beta--glukozaminilamin i peptid koji sadrži aspartatni ostatak
Ovaj enzim ne deluje na (GlcNAc)Asn.

## Literatura
- Nicholas C. Price; Lewis Stevens (1999). Fundamentals of Enzymology: The Cell and Molecular Biology of Catalytic Proteins (Third изд.). USA: Oxford University Press. ISBN 019850229X.
- Eric J. Toone (2006). Advances in Enzymology and Related Areas of Molecular Biology, Protein Evolution (Volume 75 изд.). Wiley-Interscience. ISBN 0471205036.
- Branden C; Tooze J. Introduction to Protein Structure. New York, NY: Garland Publishing. ISBN 0-8153-2305-0.
- Irwin H. Segel. Enzyme Kinetics: Behavior and Analysis of Rapid Equilibrium and Steady-State Enzyme Systems (Book 44 изд.). Wiley Classics Library. ISBN 0471303097.

## Spoljašnje veze
- Peptide-N4-(N-acetyl-beta-glucosaminyl)asparagine+amidase на 